# F. Murray Abraham
F. Murray Abraham, właściwie Fahrid Murray Abraham (ur. 24 października 1939 w Pittsburghu) – amerykański aktor, prezenter telewizyjny, laureat nagrody Oscara w kategorii najlepszy aktor pierwszoplanowy, Złotego Globu dla najlepszego aktora w filmie dramatycznym i nominowany do nagrody Brytyjskiej Akademii Sztuk Filmowych i Telewizyjnych za rolę Antonia Salieriego, rywala Mozarta w Amadeuszu (1984) w reż. Miloša Formana.

## Życiorys

### Wczesne lata
Urodził się w Pittsburghu w Pensylwanii jako syn Josephine Abraham (z domu Stello), Amerykanki włoskiego pochodzenia, i Fahrida Abrahama, asyryjskiego chrześcijanina, który emigrował z Syrii w latach 20., mechanika samochodowego. Jego rodzina była pochodzenia asyryjskiego i włoskiego. Dorastał w El Paso, w stanie Teksas, gdzie w 1958 ukończył El Paso High School, uczęszczał do Texas Western College i na University of Texas at El Paso (UTEP). W latach 1959–1961 studiował na Uniwersytecie Teksańskim w Austin. Uczył się aktorstwa w Herbert Berghof Studio pod kierunkiem Uty Hagen w Nowym Jorku. Był wykładowcą teatru w Brooklyn College.

### Kariera
W 1966 zadebiutował na scenie w Los Angeles w sztuce Raya Bradbury’ego Cudowny krem lodowy opowiada (The Wonderful Ice Cream Suit), a następnie wystąpił na off-Broadwayu w przedstawieniu Zaślepieni (The Fantasticks) u boku Jerry’ego Orbacha i Nancy Allen. W 1968 trafił na Broadway i zagrał w dramacie sądowym Roberta Shawa Człowiek w szklanej kabinie (The Man in the Glass Booth) z Donaldem Pleasence.
We wczesnych latach 70., gdy nadal występował na scenie, w tym w komedii broadwayowskiej 6 Rms Riv Vu 1972–1973, zaczął także pracować w filmie i telewizji. Karierę ekranową rozpoczął od udziału w komedii romantycznej Anthony’ego Harveya Błędny detektyw (They Might be Giants, 1971) z George’em C. Scottem i Joanne Woodward. Następnie zagrał niewielką rolę w telewizyjnym dramacie kryminalnym ABC Nightside (1973) w reż. Richarda Donnera jako Acky i w dramacie kryminalnym Sidneya Lumeta Serpico (1973) z tytułową kreacją Ala Pacino, z którym spotkał się ponownie na planie dramatu kryminalnego Briana De Palmy Człowiek z blizną (Scarface, 1983).
W latach 1975–1976 grał w broadwayowskiej farsie The Ritz i w 1976 w filmowej wersji tej sztuki. Wystąpił w off-broadwayowskiej produkcji Davida Mameta Seksualna perwersja w Chicago (Sexual Perversity in Chicago, 1976) oraz na nowojorskim festiwalu szekspirowskim w Krajobrazie ciała (Landscape of the Body, 1977) i Mistrza i Małgorzacie (1978).
W 1978 pojawił się na szklanym ekranie jako gadający liść w serii reklam Fruit of the Loom, a także w dwóch odcinkach serialu CBS Kojak (1975, 1977), miniserialu NBC Marco Polo (1982) czy miniserialu CBS Marzący zachód (Dream West, 1986) jako prezydent Abraham Lincoln. W dramacie historycznym Alana J. Pakuli Wszyscy ludzie prezydenta (All the President’s Men, 1976) wystąpił jako sierżant Paul Leeper.
Jego największym sukcesem stała się rola włoskiego kompozytora Antonio Salieriego w dramacie muzycznym Miloša Formana Amadeusz (Amadeus, 1984), za którą został uhonorowany licznymi nagrodami m.in.: Oscarem, Złotym Globem czy nominacją do nagrody Brytyjskiej Akademii Filmowej (BAFTA). Wcielił się w gangstera Ala Capone w dwóch filmach: Dillinger i Capone (Dillinger and Capone, 1995) z Martinem Sheenem i Baby Face Nelson (1996) z C. Thomasem Howellem. W 42. odcinkach serialu Homeland (2012-2017) zagrał drugoplanową rolę Dara Adala, specjalisty CIA.

## Życie prywatne
7 kwietnia 1962 poślubił Kate Hannan. Mają dwójkę dzieci: syna Micka i córkę Jamili.

## Filmografia
- 1971: Błędny detektyw (They Might Be Giants) jako Clyde
- 1973: Serpico jako detektyw Parner
- 1974–1975: How to Survive a Marriage jako Joshua Browne
- 1975: Promienni chłopcy (The Sunshine Boys) jako mechanik
- 1975: Kojak jako Solly Nurse
- 1976: The Ritz jako Chris
- 1976: Wszyscy ludzie prezydenta (All the President’s Men) jako sierżant Paul Leeper
- 1977: Sex and the Married Woman jako Duke Skaggs
- 1977: Kojak jako Eddie Gordon
- 1978: The Big Fix jako Eppis
- 1978: Szaleniec (Madman)
- 1982: Marco Polo jako Jacopo
- 1983: Człowiek z blizną (Scarface) jako Omar Suarez
- 1984: Amadeusz (Amadeus) jako Antonio Salieri
- 1986: Imię róży (Der Name der Rose) jako Bernard Gui
- 1987: La Rosa dei nomi jako on sam
- 1988: Narzeczeni (I Promessi sposi) jako L’Innominato
- 1989: Droga do gwiazd (Beyond the Stars) jako dr Harry Bertram
- 1989: Niewinny człowiek (An Innocent Man) jako Virgil Cane
- 1989: Russicum – I giorni del diavolo jako ojciec Carafa
- 1989: Oko wdowy (Eye of the Widow) jako Kharoun
- 1990: Kompania karna (Cadence) jako John Practice
- 1990: La Batalla de los Tres Reyes jako Osrain
- 1990: Fajerwerki próżności (The Bonfire of the Vanities) jako D.A. Abe Weiss (niewymieniony w czołówce)
- 1991: Pierwszy krąg (The First Circle) jako Stalin
- 1991: Gangsterzy (Mobsters) jako Arnold Rothstein
- 1991: Fatalne pchnięcie (By the Sword) jako Max Suba
- 1991: Sezon gigantów (A Season of Giants) jako papież Julius II
- 1991: Money (I) jako Will Scarlet
- 1993: Strzelając śmiechem (Loaded Weapon 1) jako dr Harold Leacher
- 1993: Bohater ostatniej akcji (Last Action Hero) jako John Practice
- 1993: Podróż do wnętrza ziemi (Journey to the Center of the Earth) jako profesor Harlech
- 1994: Nostradamus jako Scalinger
- 1994: Dżamila (Jamila) jako starszy Seit
- 1994: Gra o przeżycie (Surviving the Game) jako Wolfe Sr.
- 1994: L'Affaire jako Lucien Haslans
- 1995: Jej wysokość Afrodyta (Mighty Aphrodite) jako Greek Chorus Leader
- 1995: Dillinger and Capone jako Al Capone
- 1995: Baby Face Nelson jako Al Capone
- 1996: Dzieci rewolucji (Children of the Revolution) jako Józef Stalin
- 1996: Sposób na Szekspira (Looking for Richard) jako on sam
- 1996: Szlak trupów (Dead Man’s Walk) jako pułkownik Caleb Cobb
- 1997: Mutant(inne języki) (Mimic) jako dr Gates
- 1997: Erupcja (Eruption) jako prezydent Mendoza
- 1997: Una Vacanza all'inferno jako Belisario
- 1997: Kolor prawa (Color of Justice) jako Jim Sullivan
- 1998: Star Trek: Rebelia (Star Trek: Insurrection) jako Ru’afo
- 1999: Estera (Esther) jako Mordecai
- 1999: Muppety z kosmosu (Muppets From Space) jako Noah
- 1999: The All New Adventures of Laurel & Hardy: For Love or Mummy jako profesor Covington
- 1999: Excellent Cadavers jako Tommaso Buscetta
- 1999: Arka Noego (Noah’s Ark) jako Lot
- 2000: Szukając siebie (Finding Forrester) jako profesor Robert Crawford
- 2000: The Darkling jako Rubin
- 2001: Trzynaście duchów (Thir13en Ghosts) jako Cyrus
- 2001: Cavalieri che fecero l'impresa, I jako Delfinello da Coverzano
- 2002: Joshua jako ojciec Tardone
- 2002: The Hire: Ticker jako Guru z lotniska
- 2003: Five Moons Square
- 2003: Papà Rua Alguem 5555 jako Paul Minsky
- 2004: Dead Lawyers jako Whitelaw
- 2004: Peperoni ripieni e pesci in faccia
- 2004: Most przeznaczenia (The Bridge of San Luis Rey) jako Virrey de Perú
- 2005: Mount of Olives jako dziadek Wahid
- 2005: Repetition jako on sam
- 2006: Cichy Don (...and Quiet Flows the Don) jako Pantaley
- 2007: Krwiożercza małpa jako profesor Hamilton
- 2011: Goltzius and the Pelican Company
- 2012: Bitwa pod Wiedniem jako Marco D’Aviano
- Homeland jako Dar Adal (serial, 42 odcinki)
- 2013: Co jest grane, Davis? jako Bud Grossman
- 2014: Grand Budapest Hotel jako pan Moustafa
- 2014 A Little Game jako Norman Wallach
- 2022: Biały Lotos jako Bert Di Grasso